# SAR-Klasse U
Die Fahrzeuge der Klasse U der South African Railways (SAR) waren Gelenklokomotiven der Bauart Union-Garratt. 
Im Gegensatz zu echten Garratts waren diese Lokomotiven eine Mischform aus Garratt und Modified Fairlie: Der vordere Wassertank war wie bei einer Garratt auf dem vorderen Drehgestell aufgebaut, während der Kohlenkasten wie bei einer Modified Fairlie auf dem Brückenrahmen montiert war, der auch Kessel und Führerhaus trug. Ein zweiter Wassertank war unter dem Kesselrahmen aufgehängt.
Zehn Stück wurden 1927 von Maffei geliefert. Im gleichen Jahr lieferte der Hersteller auch die zwei Union-Garratts der Klasse GH. Warum die eine Bauart mit der Bezeichnung „GH“ als echte Garratt klassifiziert wurde und die andere mit „U“ als Union-Garratt, ist heute nicht mehr nachvollziehbar.
Die Lokomotiven der Klasse U waren für den Güterzugdienst auf Hauptstrecken vorgesehen und hatten die Achsfolge (1'C1')(1'C1') und mit 18,9 t die bis dahin höchste Achslast aller südafrikanischen Gelenklokomotiven, später nur noch von der Klasse GL knapp überboten. Ihre zu klein geratenen Zylinder verhinderten jedoch eine volle Ausnutzung der damit möglichen Zugkraft, während die hohe Achslast die Einsatzmöglichkeiten einschränkte. Wie schon bei den Maschinen der Klassen FC und FD führte der große hintere Übergang, verglichen mit Garratts, zu einem stärkeren Verschleiß der Drehzapfen, was zu einer relativ frühen Ausmusterung der Klasse führte. Die Lokomotiven waren mit einem Stoker ausgestattet, der aber in späteren Jahren wieder ausgebaut wurde, weil er für die von den Lokomotiven geleisteten Dienste nicht als notwendig erachtet wurde.  
Die Lokomotiven wurden zwischen 1952 und 1957 ausgemustert. Kein Exemplar ist erhalten geblieben.